# Sopranist
Sopranist (også sopranista eller mandlig sopran) er en mandlig sanger der synger falset i samme tonefald som en kvindelig sopran.

## Kendte sopranister
- Simone Bartolini
- Jorge Cano
- Max Emanuel Cencic
- Aris Christofellis
- Philippe Jaroussky
- Adriano D'Alchimio
- Vyatcheslav "Slava" Kagan-Paley
- Adam Lopez (pop, jazz, latin)
- Angelo Manzotti
- Radu Marian
- Tomotaka Okamoto
- Michael Maniaci
- Brian Charles Rooney

| Musik | Spire Denne musikartikel er en spire som bør udbygges. Du er velkommen til at hjælpe Wikipedia ved at udvide den. |